# HEXACOモデルの正直さ-謙虚さ
HEXACOモデルの正直さ-謙虚さ（英: Honesty-humility factor of the HEXACO model of personality）という因子は、人格の6つの基本的な特性の一つである。

## 解説
正直さ-謙虚さは、他者との関わりにおいて公正で真摯である傾向を表す基本的な人格特性である。これは、一方的に利用しても報復をしないような人とでも、一方的に利用せずに協力をするという意味である。正直さ-謙虚さのレベルが非常に高い人は、個人的な利益のために他者を操作することを避け、規則を破ることに対してほとんど欲求を感じず、富や贅沢に興味がなく、高い社会的地位に特別な権利が伴うとは感じない。逆に、このファセットのレベルが非常に低い人は、自分が欲しいものを得るために他者にお世辞を言ったり、個人的な利益のために規則を破ったり、物質的な利益に動機付けられたり、強い自尊心を持ったりする。

## ファセット
HEXACOモデルの他の特性と同様に、正直さ-謙虚さには4つのファセットがある。
- 誠実さ - このファセットは、人が望む結果を得るために他人との関係で不正直や操作的になることに対する（不）意欲を測る。高得点者は他人に対して不正直や操作的になることを嫌う。
- 公平さ - このファセットは、出世するために不正行為や窃盗をすることに対する（不）意欲や、詐欺や腐敗や他人の利用に走る傾向を測る。高得点者は誠実であり、すべての当事者に対して公平かつ公正な態度で振る舞う。
- 欲求対処 - このファセットは、人が富や地位や高価な「おもちゃ」などのものにどれだけ価値を置くかを測る。低得点者は自分のお金や贅沢を見せびらかしたがるが、高得点者は富や地位を得ることにそれほど関心がない。
- 謙虚さ - このファセットは、人が自分自身について他者との関係でどのように考えているかを測る。高得点者は自分を他者よりも「優れていない」と考えるが、低得点者は特別な扱いや他者よりも多くの尊敬を受けることに値すると感じる。

各ファセットには、特性とその反対の特性の両方を測る項目が含まれている（例えば、誠実さのファセットには誠実さと不誠実さの両方を測る項目があるが、不誠実さの得点は逆コーディングされる）。各項目は5段階のリカート尺度（1=強く反対、5=強く賛成）で測定される。HEXACO質問紙の100項目版では、各ファセットに4項目があり、個々の部分集合の得点を得るために平均化され、その後各ファセットの得点を得るために平均化される。

## 歴史
キボム・リーとマイケル・C・アシュトンは、ビッグファイブを生み出した同じ語彙的尺度を用いた異文化間研究において、性格の第6の特性が現れ始めた後、2000年にHEXACOモデルの性格構造の開発を始めた。この第6因子の追加により、五因子モデルの既存のいくつかの因子が変化した。また、五因子モデルに適合しなかったいくつかの項目を統合し、相互利他主義と親族利他主義という考えにさらなる根拠を提供した。

## ビッグファイブや五因子モデルとの関連性
正直さ-謙虚さという因子（および一般的にHEXACOモデル）は、ビッグファイブという人格のモデルとはあまり相関がないが、改訂版NEO人格目録（NEO-PI-R）の協調性という要因とは高い相関がある。NEO-PI-Rは、五因子モデルの人格の要因の一つである。この相関は、主にNEO-PI-Rの率直さと謙虚さというファセットによるものである。しかし、NEO-PI-Rに正直さと協調性という別々の要因を抽出させることで、実験者は社会的巧みさや自己監視という変数をよりよく予測することができる。
別の研究では、HEXACOモデルの正直さ-謙虚さという要因を人格測定に加えることで、自己報告や他者報告による人格の予測妥当性が向上することが分かった。また、FFM測定から正直さという要因を作るだけでも、一部の測定（主に社会的巧みさやセクシャリティの測定）に対する予測妥当性が向上するが、すべてではないことが分かった（例えば、物質主義や非行など）。これは、HEXACOモデルがビッグファイブやFFMよりも優れた人格測定であることを示している。

## パーソナリティの他のファセットの予測因子としての正直さ-謙虚さ
正直さ-謙虚さは、多くの望ましい特性と正の関係があり、多くの望ましくない特性と負の関係があることが示されている。正直さ-謙虚さは、一般的に社会的な行動や人を公平に扱うことや自己宣伝に関心がないことと関連している。

### 反社会的な行動や特徴
最近の研究では、正直さ-謙虚さという要因は、人格の「ダークトライアド」（すなわち、ナルシズム、精神病質、マキャベリズム）と強い負の相関があることが示されている。これらの3つの特性は、自己中心的で、操作的で、共感力のない人物を表し、個人的な利益のために他者を利用したり傷つけたりすることを厭わない人物を表す。逆に、正直さ-謙虚さが高い人は、他者との関係で誠実で正直であり、関係するすべての当事者にとって公平な結果を得ることに関心があり、利己的ではなく謙虚である。
別の研究では、正直さ-謙虚さは、攻撃性の置き換えや復讐心と有意に負の相関があることが分かった。また、加害者に対する即時的または計画的な反応や報復とも負の相関がある。正直さ-謙虚さが高い人は、攻撃性の置き換えや復讐心を示したり、自分に不義を働いた人とすぐに喧嘩したり、「仕返し」をしたりすることはほとんどない。寛容や許しは協調性の側面であるが、反社会的で復讐的な行動に巻き込まれることを拒む姿勢は、正直さ-謙虚さの特徴であるとされる。

### 政治的態度
同様に、正直さ-謙虚さは、社会的優位志向（SDO）と負の相関があることが示されている。この効果は、政治への関心によって調節される。すなわち、正直さ-謙虚さが高くて政治に非常に関心がある人は、関心が低い人と比べて、SDO尺度で半分のレベルになる。しかし、正直さ-謙虚さが高い両方のグループは、SDOで基準値を下回っている。

### 危険な行動と感覚追求
正直さ-謙虚さは、感覚追求や危険な行動、スリルや冒険探求、経験探求、退屈感受性、抑制欠如とも負の相関があることが示されている。これは、正直さ-謙虚さが高い人は、不必要なリスクを取ったり、衝動的に行動したり、退屈から危険な行動や無謀な行動に走ったりすることが少なく、かなり控えめで冷静な人物である可能性が高いことを示している。

### 職場における行動
正直さ-謙虚さは、職場での非行（例えば、雇用主からの窃盗、器物損壊、欠勤、職場での飲酒など）とも強い負の相関がある。また、従業員の誠実度指数という窃盗に対する態度や自白の測定とも強い正の相関がある。正直さ-謙虚さが高い人は、窃盗や泥棒に対して厳しい否定的な見方を持ち、正直さ-謙虚さが低い人よりも少ない金額を盗んだことを報告する。さらに、正直さ-謙虚さは、他の5つの人格の側面の評価を上回って、職場での業績に対する上司の評価を予測する。

### 創造性
正直さ-謙虚さは、自己報告による創造性とも負の関係があるが、創造性と協調性との間には関係が見られなかった。以前の研究では、五因子モデルの人格の協調性という要因と創造性との間に強い負の相関があることが分かっていたが、HEXACOモデルの協調性は異なる構成要素である。さらに、NEO-PI-Rの協調性という側面とHEXACOモデルの正直さ-謙虚さという側面との間には強い相関がある。正直さ-謙虚さは、客観的に評価された知能とも無相関である。

### セクシャリティ
正直さ-謙虚さは、「セクシー・セブン」と呼ばれる関係の排他性（例えば、忠実さ対不倫）や制限されたソシオセクシャリティ（非コミットメントな性行為に従事する意欲）という測定とも関係している。これらの研究結果は、正直さ-謙虚さの測定で高得点を得た人は、関係の中で忠実さを重視し、性的な関係に従事するために感情的または心理的な絆を必要とすることを示している。彼らは、性的なパートナーや恋愛的なパートナーを裏切ったり利用したりすることはほとんどない。